# Capo Kol'zat
Capo Kol'zat (in russo мыс Кользат) si trova sulla costa orientale dell'isola di Graham Bell nella Terra di Francesco Giuseppe, in Russia ed è il punto più orientale dell'arcipelago. Ha un'altitudine di 108 m. A causa della vicinanza con l'oceano Artico, il mare intorno a capo Kol'zat è quasi sempre ricoperto dalla banchisa.
La linea ideale che va da capo Kol'zat a capo Artico (sull'isola Komsomolec, nella Severnaja Zemlja) segna il limite nord del mare di Kara. 